# Operación Rompehielos
Operación Rompehielos, publicada en 1983, es la tercera novela escrita por John Gardner acerca de James Bond, el agente secreto creado por Ian Fleming, Autorizado por los herederos de Fleming, a través de Glidrose Publications, fue publicado en el Reino Unido por Jonathan Cape y en España por la Editorial Grijalbo.

## Resumen del argumento
A regañadientes, James Bond se ve inmerso en una peligrosa misión que implica una precaria y peligrosa alianza entre agentes de los Estados Unidos (CIA), la Unión Soviética (KGB) e Israel (Mossad).  El equipo, apodado "Rompehielos", no tarda en empezar a traicionarse entre sí.  Aparentemente, su trabajo es erradicar al líder del grupo neonazi Ejército de Acción Nacionalsocialista (NSAA), el Conde Konrad von Glöda. El "conde" es en realidad Arne Tudeer, un antiguo oficial nazi de las SS que ahora se ve a sí mismo como el nuevo Adolf Hitler.  El Ejército de Acción Nacional Socialista pretende impulsa una nueva ola de fascismo mundial y como un medio para eliminar a líderes y partidarios del comunismo en todo el mundo. 
La novela está llena de dobles y triples traiciones, donde los agentes y sus respectivas agencias operan sin compartir sus verdaderos objetivos entre sí.  El agente estadounidense, por ejemplo, primero aparenta ser una buena persona para después parecer estar en connivencia con Glöda y resultar ser finalmente un aliado encubierto. Las cosas se complican aún más cuando se revela que la agente israelí, Rivke, es la hija de von Glöda / Tudeer y que su lealtad es cuestionable. El agente ruso también traiciona a Bond con la esperanza de capturarle para ser interrogado por el KGB. 
Dado que parte de la misión se desarrollará en el Ártico, Bond realiza un entrenamiento de conducción sobre hielo a cargo del piloto de rallies Erik Carlsson.

## Personajes
- James Bond
- M
- Paula Vacker: una amante ocasional de James Bond a la que este visita a su paso por Helsinki. Según avanza la novela, parece traicionar a Bond, siendo una agente de von Glöda, para finalmente descubrirse que es una agente encubierta del Supo, el servicio secreto finés.
- Brad Tirpitz: es un miembro del "equipo Rompehielos" y agente de la CIA. Más tarde Bond descubre que en realidad se llama Hans Butchman que es un agente doble del Ejército de Acción Nacionalsocialista y que mató al Tirpitz original para ocupar su sitio. Von Glöda le describe como "su Heinrich Himmler". Al final resulta que Butchman es un alias de Tirpitz, que no ha sido asesinado, sigue siendo leal a la CIA y que ideó la historia para infiltrarse el NSAA.
- Kolya Mosolov: Es un agente del KGB miembro de "Rompehielos". Mosolov pertenece en secreto al "V Directorio" del KGB, anteriormente conocido como SMERSH, el principal rival de Bond en las novelas de Ian Fleming. A Mosolov sólo le importa capturar a 007 y para ello no duda en trabajar junto a Von Glöda, cuyos planes subestima.
- Rivke Ingber: Agente del Mossad en "Rompehielos". Más tarde Bond descubre que es en realidad Anni Tudeer, la hija del conde von Glöda (el oficial de las SS Aarne Tudeer). Rivke juega a dos barajas, inicialmente fingiendo repugnancia con el pasado de su padre, pero más tarde resultando ser su cómplice, llegando a pensar de sí misma como futura Führerin.
- Conde Konrad von Glöda:Líder y estraega del Ejército de Acción Nacionalsocialista y autoproclamado Führer. Su nombre real es Aarne Tudeer, un oficial de las SS de bajo nivel en busca y captura por los Aliados por crímenes cometidos durante la Segunda Guerra Mundial. Intenta traer de vuelta el fascismo señalando como objetivos a los dirigentes y simpatizantes comunistas de todo el mundo.

## Historia de publicación
Gardner comentó que su editor originalmente rechazó el título Icebreaker (Rompehielos), para terminar aceptándolo tras sugerir Gardner "Turkey after turkey" (juego de palabras con Turkey, que significa "pavo", "Turquía" y "fracaso") como título alternativo.
Operación Rompehielos se publicó en Finlandia con el título Tehtävä Suomessa, James Bond (Misión en Finlandia, James Bond), ya que Finlandia desempeña un papel importante en la trama.
- Primera edición en tapa dura en el Reino Unido: 7 de julio de 1983, Jonathan Cape
- Primera edición de bolsillo en el Reino Unido: 1984 Coronet Books
- Primera edición en España, tapa blanda: 1984 Editorial Grijalbo

## Críticas
El crítico de The New York Times Anatole Broyard escribió que John Gardner no estaba cualificado para escribir novelas de James Bond. "Me resultó chocante ver hasta qué punto el libro no alcanzaba unos requisitos mínimos. El señor Gardner es todo torpeza. Cada vez que intento introducirme en su última trama conspirativa es como darme cabezazos contra la pared. Una cosa es aceptar una trama inverosímil y otra bastante diferente aceptar un estilo inverosímil. Estoy dispuesto a suspender mi incredulidad, pero no a suspender mi amor por la lengua inglesa. No entiendo por qué el señor Gardner, que es capaz de aprender todo sobre las diferentes armas, aparatos y procedimientos de inteligencia que describe,  no puede aprender un poco de técnica narrativa normal. Un hombre que no posee ningún talento para describir a las mujeres, por ejemplo, debería dejarlas en paz." Broyard citó numerosos ejemplos de clichés narrativos y calificó la trama como "un embrollo".
T. J. Binyon escribió en el suplemento literario de The Times que el libro estaba "lleno de acción; sus escenas de tortura son espléndidamente dolorosas; su villano es adecuadamente megalomaniaco, aunque puede que no suficientemente extravagante; sus chicas son hermosas, sexys y accesibles, y las rutinas del cortejo tan embarazosamente obvias como en el original. Pero al final el Bond de Gardner no puede compararse al de Fleming. No hay rastros del maniático esnobismo por los detalles triviales que con tanta energía manifestaba el original. Y, además, Gardner sencillamente ha sido incapaz de entender el rasgo más importante de James Bond: sólo participa en misiones que transcurren en lugares a los que su autor se iría de vacaciones. ¿Y a qué ser humano se le ocurriría irse de vacaciones a las desolaciones árticas de Laponia'? Ciertamente no al aficionado al Bond aficionado al lujo."
Un crítico anónimo de la Revista People expresó que "la acción en Operación Rompehielos es irregular, en el mejor de los casos" y que el libro "no estaba a la altura del primer Bond de Gardner, Licencia Renovada. Aun así el villano ruso es, en ocasiones, una amenaza interesante"
Sin embargo, el crítico de novela negra de The Globe and Mail,Derrick Murdoch valoró a "Operación Rompehielos" como la mejor novela de James Bond escrita por Gardner. "En algunos aspectos técnicos (escritura, planteamiento de la trama y descripción de los secundarios), es más hábil y más detallista de lo que Fleming haya podido incluso intentar. Por otro lado, nadie desde los Hermanos Grimm puede igualar la habilidad de Fleming para improvisar a villanos tan audazmente grotescos como el Doctor No, Blofeld, Auric Goldfinger y su matón, Chapuzas (Oddjob). Para compensar esa carencia de seres semimitológicos, Gardner ofrece una trama de laberíntica complejidad, más sutil que las de Fleming. En resumen: con Operación Rompehielos se ha arriesgado para mostrar su propio talento y ha merecido la pena".
Mel Watkins, reseñando el libro para The New York Times alabó a Gardner por añadir "un toque de sutileza en las tramas y menos obsesión por la acción", alabando también la puesta al día del personaje de James Bond. "Aunque el señor Gardner es menos descaradamente machista y arrogante que en representaciones anteriores, el espíritu de las novelas de 007 permanece intacto y es poco posible que haya fans de Fleming que protesten por ello. De hecho, es más atrayente un James Bond que es capaz de reaccionar con cierta simpatía hacia las mujeres en la confusión de los momentos cruciales"